# George Hammond (personaje)
El General George S. Hammond es el militar al cargo del Comando Stargate. El 29 de junio de 2008, fallece a la edad de 65 años, Don S. Davis, el actor que interpretaba a este personaje.

## Historia
Hammond, oficial de la fuerza aérea desde mediados de los años 60, reemplazó en la dirección de la base al General West, quien comando el proyecto Stargate durante la misión original a Abydos (en la película). Hammond tenía como última tarea antes de su retiro desmantelar definitivamente el proyecto Stargate. Sin embargo, el ataque de Apophis al complejo lo obligó a seguir adelante con el programa.
Hammond dejó de aparecer en la serie a partir de la octava temporada, cuando fue ascendido al rango de Teniente General y puesto a cargo del Departamento de Seguridad Planetaria, que tiene bajo su control el comando Stargate, el proyecto del Prometheus, y el Punto Alfa.
Con el ascenso de Jack O'Neill como jefe de Seguridad Planetaria su actual responsabilidad es incierta. Sin embargo, considerando que dio un discurso en el episodio The Fourth Horseman con un uniforme de la fuerza aérea y el logo de la misma en el podio, podría estar ocupando el cargo de Secretario de las Fuerzas Aéreas.
En 1969, Hammond conoció a los miembros del SG-1 que viajaron 30 años desde el futuro y leyó una nota que él mismo se había escrito. Después de que el SG-1 se liberara de la custodia militar Jack O'Neill le disparó con una Zat'n'ktel para protegerlo de un Consejo de Guerra.
Hammond volvió a aparecer en la serie como invitado especial en la primera temporada de Stargate Atlantis y en la octava y novena de Stargate SG-1. Don S. Davis dejó su posición estable en el elenco debido a problemas médicos y para dedicarse de lleno a su afición a la pintura.
En el episodio El Camino No Tomado, de la décima temporada, la Coronel Carter viaja a una realidad alternativa en donde el general Hammond aun es el comandante del Comando Stargate.

## Curiosidades
- El maestro Jaffa Bra'tac lo llama "Hammond de Texas", debido a que es oriundo de dicho estado estadounidense.[4]
- Es viudo, su esposa murió de cáncer.
- Tiene dos nietas, Kayla y Tessa, para ellas tiene reservado la memoria número '1' de su teléfono en su despacho. El presidente es el número 2.